# Papa Alioune Ndiaye
Papa Alioune Ndiaye (Dakar, 27 de outubro de 1990) é um futebolista senegalês que atua como meio-campo. Atualmente joga pelo Aris.

## Carreira
Badou Ndiaye representou o elenco da Seleção Senegalesa de Futebol no Campeonato Africano das Nações de 2017.